# Montbouy
Montbouy ist eine französische Gemeinde mit 727 Einwohnern (Stand: 1. Januar 2022) im Département Loiret in der Region Centre-Val de Loire. Die Gemeinde gehört zum Arrondissement Montargis und zum Kanton Lorris. Die Einwohner werden Montboviens genannt.

## Geografie
Montbouy liegt etwa 68 Kilometer ostsüdöstlich von Orléans in Zentralfrankreich in der Landschaft Gâtinais am Ostrand des Départements Loiret am Fluss Loing, in den hier der Aveyron mündet, und am Canal de Briare. Umgeben wird Montbouy von den Nachbargemeinden Montcresson im Norden, Gy-les-Nonains im Norden und Nordosten, Châteaurenard im Nordosten, La Chapelle-sur-Aveyron im Osten, Châtillon-Coligny im Südosten, Sainte-Geneviève-des-Bois im Süden, Nogent-sur-Vernisson im Westen und Südwesten sowie Pressigny-les-Pins im Westen.

## Bevölkerungsentwicklung
| 1962                       | 1968 | 1975 | 1982 | 1990 | 1999 | 2006 | 2018 |
| -------------------------- | ---- | ---- | ---- | ---- | ---- | ---- | ---- |
| 582                        | 613  | 541  | 617  | 629  | 688  | 732  | 737  |
| Quellen: Cassini und INSEE |      |      |      |      |      |      |      |

## Sehenswürdigkeiten
- Reste einer gallorömischen bzw. keltischen Siedlung mit dem Amphitheater von Chenevières
- Kirche Notre-Dame-et-Saint-Blaise, ursprünglich aus dem 11. Jahrhundert, Umbauten aus den späteren Jahrhunderten
- Kommanderie des Johanniterordens
- Altes Pfarrhaus von 1734, heutiges Rathaus

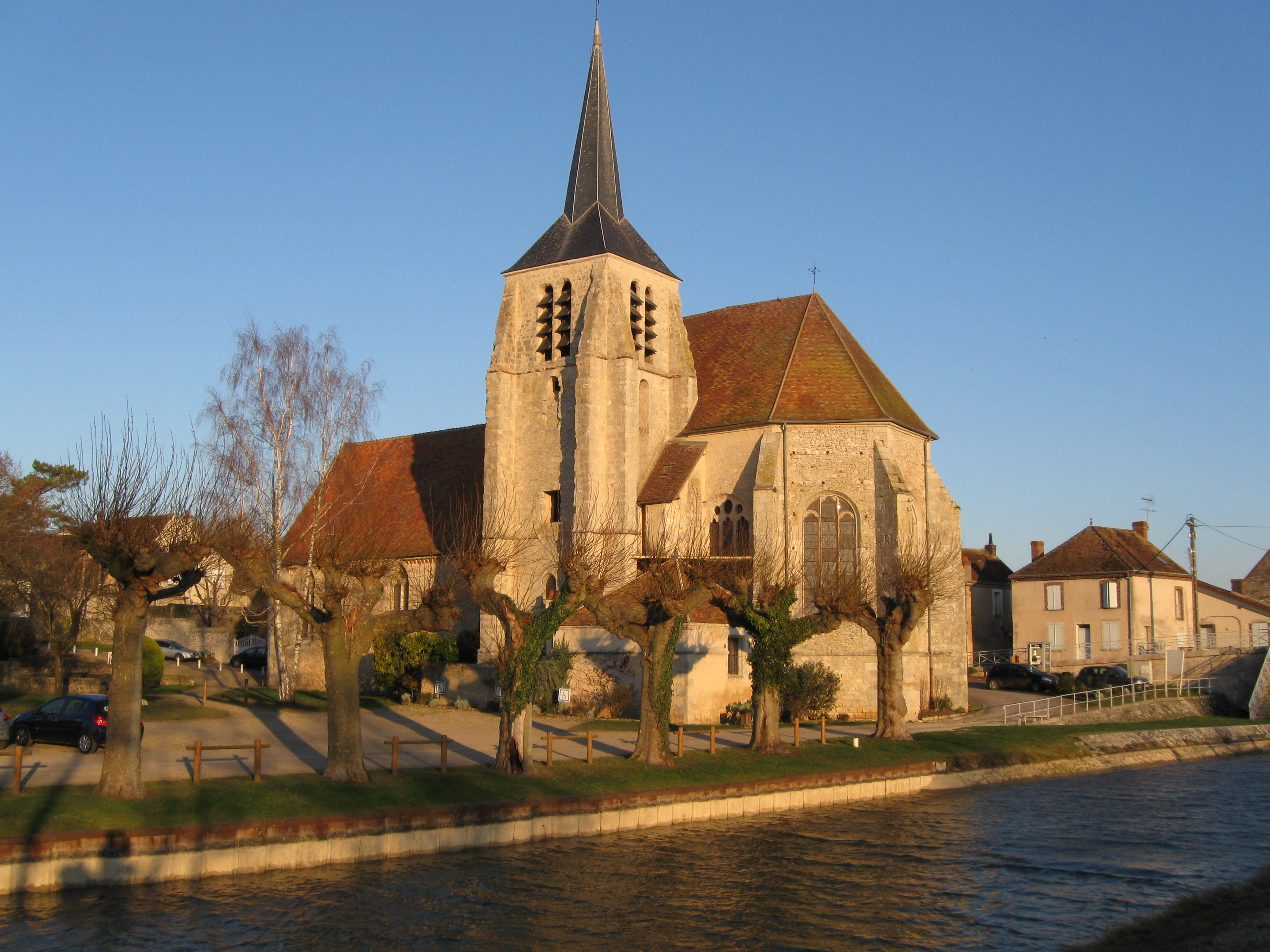
Kirche Notre-Dame-et-Saint-Blaise
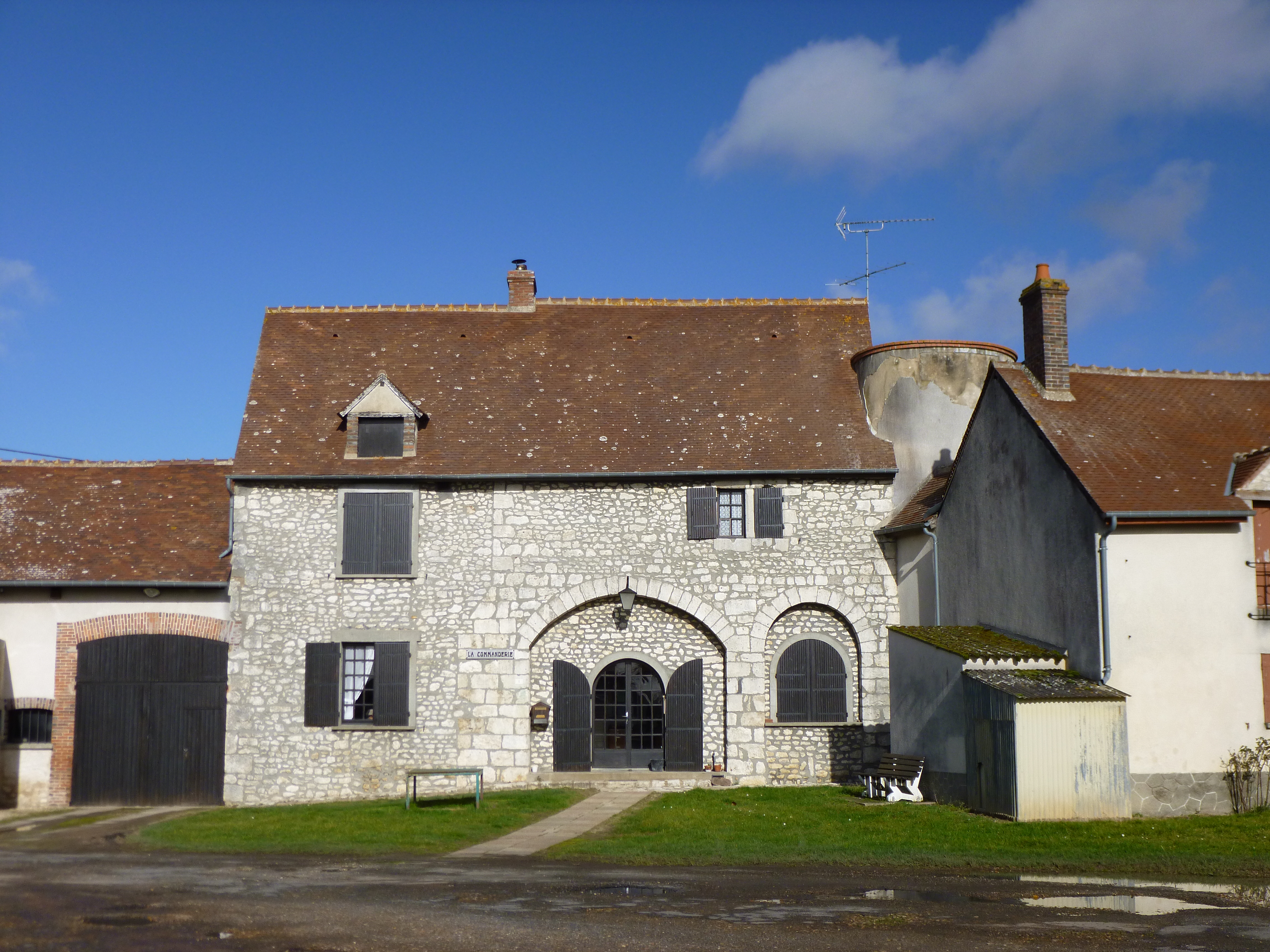
Kommanderie des Johanniterordens